# 盐谷优
盐谷优（日语：／ Shiotani Yū，2001年10月27日—），日本男子摔跤运动员。他曾代表日本参加塞尔维亚贝尔格莱德举行的2022年世界摔跤锦标赛，获得男子古典式55公斤级铜牌。